# Кампоменозо (Ђенова)
Кампоменозо је насеље у Италији у округу Ђенова, региону Лигурија.
Према процени из 2011. у насељу је живело 22 становника. Насеље се налази на надморској висини од 1059 м.